# Dana Barron

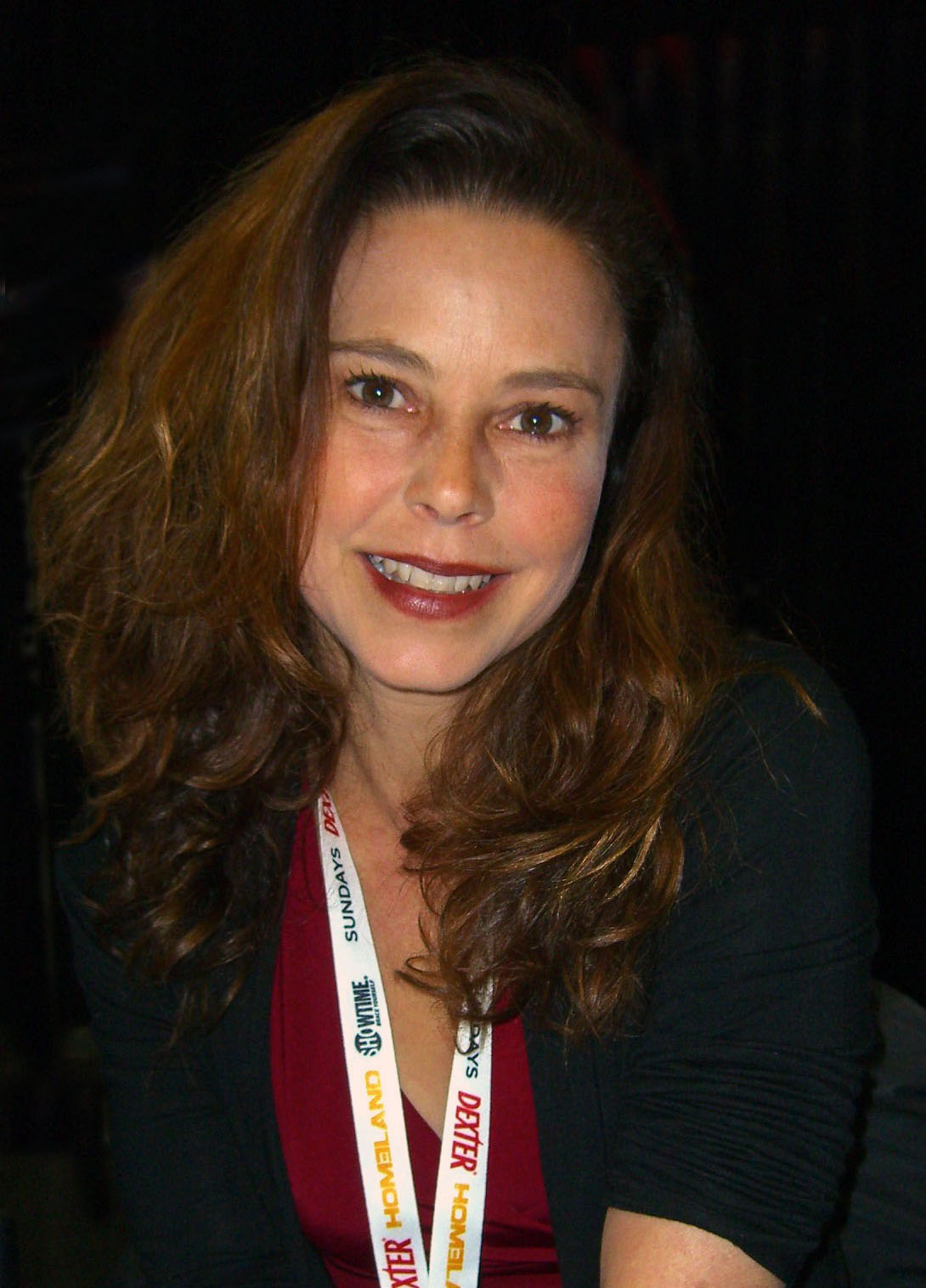
Dana Barron (2012)

Dana Barron (* 22. April 1966 in New York City, New York) ist eine US-amerikanische Fernseh- und Filmschauspielerin. Bekannt wurde sie als Darstellerin der Audrey Griswold in dem Film Die schrillen Vier auf Achse aus dem Jahr 1983.

## Leben
Dana Barron wurde in New York City als Tochter von Robert Barron und Jocye McCord geboren. Ihre Mutter war Theaterschauspielerin, ihr Vater Regisseur von Werbefilmen und ehemaliger Kinderschauspieler.
Für ihre Rolle als Nikki Witt in der Fernsehserie Beverly Hills, 90210 gewann Dana Barron den Young Artist Award als beste wiederkehrende Nebenrolle. Barron hatte auch Gastauftritte in Fernsehserien wie Der Equalizer, In der Hitze der Nacht, Mord ist ihr Hobby sowie in Babylon 5 als Telepathin Lauren Ashley.
2003 nahm sie in Schöne Bescherung 2 – Eddie geht baden noch einmal ihre Rolle der Audrey Griswold auf.

## Filmografie (Auswahl)
- 1980: Panische Angst (He Knows You’re Alone)
- 1983: The Brass Ring
- 1983: Die schrillen Vier auf Achse (Vacation)
- 1984: Liebe, Lüge, Leidenschaft (One Life to Live, Fernsehserie, 1 Episode)
- 1985: Die Himmelsstürmer (Heaven Help Us)
- 1985: Der Equalizer (The Equalizer, Fernsehserie, 1 Episode)
- 1987: Das Weiße im Auge (Death Wish 4: The Crackdown)
- 1987–1990: Crossbow (Fernsehserie, 52 Episoden)
- 1988: Heartbreak Hotel
- 1988: CBS Schoolbreak Special (Fernsehserie, 1 Episode)
- 1989: The Adventures of William Tell
- 1989: In der Hitze der Nacht (In the Heat of the Night, Fernsehserie, 1 Episode)
- 1992: Jonathan – Leben gegen jede Chance (Jonathan: The Boy Nobody Wanted)
- 1992: Beverly Hills, 90210 (Fernsehserie, 9 Episoden)
- 1993: The Webbers
- 1994: In the Living Years
- 1994: Dream On (Fernsehserie, 1 Episode)
- 1994: Rebel Highway (Fernsehserie, 1 Episode)
- 1994: Magic Kid 2
- 1995: The Watcher – Das Auge von Vegas (The Watcher, Fernsehserie, 1 Episode)
- 1995: Mord ist ihr Hobby (Murder, She Wrote)
- 1997: City of Industry
- 1998: Der Mann mit der eisernen Maske (The Man in the Iron Mask)
- 1998: Babylon 5 (Fernsehserie, 1 Episode)
- 1998–2000: Die glorreichen Sieben (The Magnificent Seven, Fernsehserie, 5 Episoden)
- 2000: Das Kindermädchen (The Perfect Nanny)
- 2000: Stageghost
- 2000: Python (Fernsehfilm)
- 2001: Eine Diebin zum Verlieben (Night Class)
- 2003: Schöne Bescherung 2 – Eddie geht baden (Christmas Vacation 2: Cousin Eddie’s Island Adventure)
- 2004: Roomies
- 2005: McBride: Murder Past Midnight (Fernsehfilm)
- 2006: Pucked
- 2007: Pandemic – Tödliche Erreger (Pandemic)
- 2007: Saving Angelo
- 2009: CSI: Den Tätern auf der Spur (CSI: Crime Scene Investigation, Fernsehserie, 1 Episode)
- 2010: The Invited
- 2010: HappyThankYouMorePlease
- 2013: Eine Hochzeit zu Weihnachten (Snow Bride, Fernsehfilm)